# Oscar Ludvig Stoud Platou
 Der er for få eller ingen kildehenvisninger i denne artikel, hvilket er et problem. Du kan hjælpe ved at angive troværdige kilder til de påstande, som fremføres i artiklen.

Oscar Ludvig Stoud Platou (16. juli 1845 i Kristiania - 17. januar 1929 sammesteds) var en norsk retslærd, søn af Fredrik Christian Stoud Platou.
Han blev juridisk kandidat 1869, var i et år sorenskriverfuldmægtig og derefter indtil 1875 amanuensis ved Universitetsbiblioteket. 1872—74 opholdt han sig dog med stipendium i Leipzig, Göttingen og Paris, hvor han særlig studerede romerret og handelsret. 1875 konkurrerede han med Bernhard Getz om et professorat i lovkyndighed. December 1876 blev han kreeret til Dr. jur. (han var den første, som disputerede for den juridiske doktorgrad ved universitetet i Kristiania). Imidlertid var han efter nogen tids konstitution i juli samme år udnævnt til assessor i Kristiania Byret; dette embede beklædte han indtil 4. oktober 1890, da han blev udnævnt til professor i lovkyndighed. Som professoer forelæste han især søret, arveret, selskabsret og privatrettens almindelige del. Platou tog afsked som professor efteråret 1920; men efter indtrængende anmodning fra de juridiske studenter fortsatte han sine forelæsninger i hele efterårssemestret og et par måneder ind i forårssemestret 1921.
Ved siden af sin embedsgerning har han i stor udstrækning været anvendt til udførelsen af særlige offentlige hverv. Således var han medlem af den kongelige aktielovkommission af 8. januar 1881, af den nordiske sølovkommission af 9. december 1882, af forsikringslovkommissionen af 22. december 1883 — her som formand fra 1894 —, af den departementale kommission 1891—92 til udarbejdelse af en ny lov om enkekassen og af en skandinavisk kommission 1911 til at udarbejde visse tillæg til sølovene. Ved de internationale handelsretskongresser i Antwerpen 1885 og Bryssel 1888 mødte han som den norske regerings delegerede. I en årrække var ham medlem af komiteen til at føre tilsyn med private forsørgelses- og understøttelsesselskaber; i lighed med komiteens øvrige medlemmer frasagde han sig denne stilling 1900. Han var kontrollerende medlem af direktionen for den norske livrenteforening fra 1889, og indtil kontrollen ved forsikringslovens ikrafttræden gik over til Forsikringsrådet. Platou var medlem af Kristiania Videnskabsselskab og korresponderende medlem af Vereinigung für vergleichende Rechtswissenschaft i Berlin og af Société de la législation comparée i Paris. I 1897 deltog han som stifter af Comité maritime international, og 1899 stiftede han sammen med direktør i Skibsassuranceforeningen i Kristiania, Anton Poulsson, den norske afdeling af dette internationale selskab. 1907—12 var Platou medlem af direktionen for den norske enkekasse. Endelig har han været et virksomt og interesseret medlem af Norsk Jæger- og Fiskerforenings bestyrelse.
Platou var en meget frugtbar forfatter navnlig på de områder, som omfattes af hans studier ved fremmede universiteter, hans forelæsningsfag og de ham tildelte offentlige hverv. Han har for det første den væsentligste andel i lovforslagene med motiver fra de kommissioner, han har været medlem af. Til brug for kommissionerne udarbejdede nemlig Platou foreløbige udkast med motiver, der blev trykt som manuskript. De endelige lovudkast med motiver blev igennemgående bygget på Platous forarbejder, og den sidste udformning er hovedsagelig også hans værk. Videre blev Platous forarbejder til aktieloven og forsikringsloven benyttet henholdsvis i udkast til dansk aktielov og i udkast til en for de tre nordiske lande fælles lov om forsikringsvirksomhed. Sidstnævnte udkast fik sin endelige udformning af en skandinavisk komité med Platou som et særlig virksomt Medlem. Af større videnskabelige værker har han udgivet Forelæsninger over norsk Arveret (1890, 2. udgave 1910), Forelæsninger over norsk Søret (1900), Forelæsninger over norsk Selskabsret, bind I (1906) og bind II (om aktieselskaber, kommanditselskaber på aktier, og foreninger, 1911), Forelæsninger over udvalgte Emner af Privatrettens almindelige Del (1914) og Forelæsninger over Retskildernes Teori (1915). Tilhørere har udgivet hans forelæsninger over Umyndiges Retshandler (1911).
Af hans mange mindre afhandlinger, der for det meste er offentliggjort i "Norsk Retstidende", til dels tillige i særtryk, må fremhæves hans med kronprinsens guldmedalje belønnede afhandling: Det navngivne Handelsselskabs Retsforhold lige over for Tredjemand (1875), som han senere forsvarede for doktorgraden, hans prøveforelæsning over selvvalgt emne under professorkonkurrencen: Udsigt over Principperne for Syn og Skjøn (1875) og hans tiltrædelsesforelæsning ved universitetet: Om det sammenlignende Retsstudium, dets Øjemed og dets praktiske Resultater ("Tidsskrift for Retsvidenskab", 1892), endvidere Studier over Commanditselskabet (1882) og Om Commanditselskabets Udvikling (1885), Om Livsforsikringskontraktens Natur ("Bilag til Aktielovkommissionens Betænkning", 1887), Bemærkninger om enkelte Punkter i Skadeserstatningslæren (1879) og Bemærkninger til Skadeserstatningsreglerne i (Norsk) Udkast til Lov om dem almindelige borgerlige Straffelovs Ikrafttræden 1896 ("Tidsskrift for Retsvidenskab", 1897), Forelæsninger om Ægteskab og Skilsmisse (1899) samt hans artikler Om Invaliditets- og Alderdomsforsikring for det norske Folk (1899) i "Aftenposten", foråret 1900, også i særtryk. I Annales de droit commercial (Paris) har han fra 1892 givet oversigter over de nordiske landes lovgivning og litteratur på formuerettens felt. I The International Law Associations Report of the 22. Conference (1905) er offentliggjort en afhandling af ham om The legal relations between charterers and shipowners. Samtlige erklæringer fra den norske Comité maritime i selskabets samling af Reports er forfattet af Platou. I diskussionen om uægte børns arveret har han deltaget med nogle artikler i Aftenposten (april og oktober 1904 og 1909).